# Ourisia breviflora
Ourisia breviflora es una especie de planta con flores de la familia Plantaginaceae que es endémica de los hábitats montañosos de los Andes del sur de Chile y Argentina. George Bentham describió O. breviflora en 1864. Las plantas de esta especie son rosetas con hojas crenadas y peludas, y los pelos de la planta no son glandulares. Ourisia breviflora tiene inflorescencias que son racimos cortos, cada uno con una a cinco flores. Las flores suelen ser solitarias en cada nudo de la inflorescencia, las corolas son bilabiadas y de color blanca, rosa o lila, y los lóbulos del cáliz están todos igualmente divididos hasta la base del cáliz. Se reconocen dos subespecies alopátricas de O. breviflora que pueden distinguirse según los pelos de las hojas, las estrías de la corola y el tamaño de las brácteas florales.

## Taxonomía
Ourisia breviflora pertenece a la familia de plantas Plantaginaceae. El botánico británico George Bentham describió O. breviflora en la publicación Prodromus de Augustin Pyramus de Candolle en 1846.  
El material tipo fue recolectado en la Región de Magallanes chilena en el sur de Tierra del Fuego por el naturalista inglés Charles Darwin en 1833 durante el segundo viaje del HMS Beagle.  El lectotipo fue designado por el botánico estadounidense Duncan MacNair Porter y se conserva en el Herbario del Real Jardín Botánico de Kew (K 00195396) y un isolectotipo en el Herbario de la Universidad de Cambridge (CGE).   
Se reconocen dos subespecies alopátricas de O. breviflora, siendo O. breviflora subsp. uniflora que está distribuido en las partes septentrionales del rango de distribución de O. breviflora (de 37–44°S de latitud en Chile y Argentina), mientras que O. breviflora subsp. breviflora se encuentra más al sur (latitud 44–55°S).
Las dos subespecies se pueden distinguir por los pelos en la superficie superior de las hojas, la presencia de líneas coloreadas en la corola y el tamaño de las brácteas florales. En concreto, O. breviflora subsp. breviflora tiene pelos largos, escasamente a densamente distribuidos en la superficie superior de las hojas, corolas que tienen estrías de color púrpura oscuro y brácteas florales de más de 5 mm de largo. En cambio, O. breviflora subsp. uniflora tiene hojas generalmente glabras (sin pelos), sin venas de color púrpura oscuro en las corolas y brácteas florales de hasta 5 mm de largo.

## Descripción

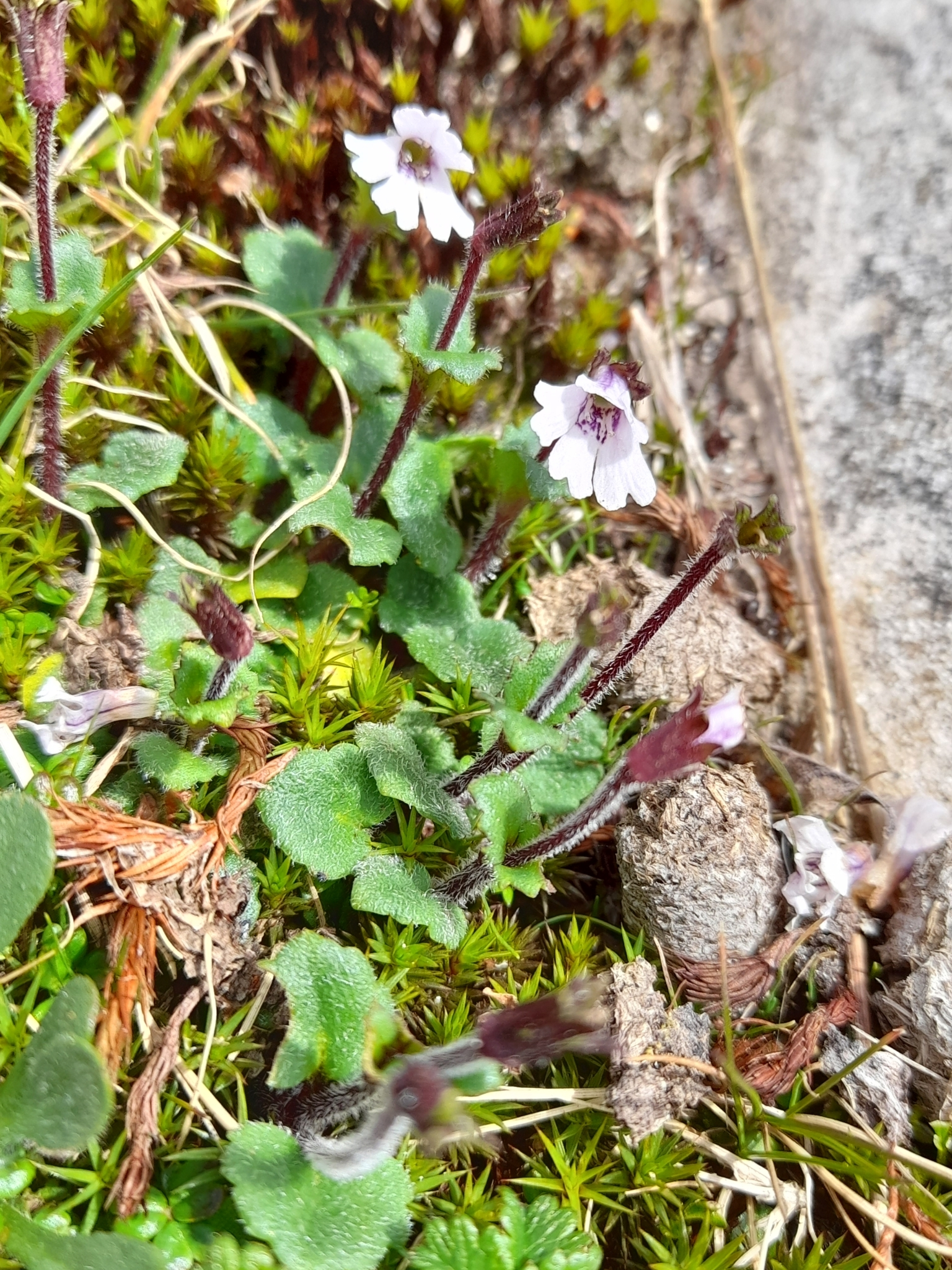
Planta con flores de la Isla Navarino, Chile.

Las plantas de Ourisia breviflora son hierbas perennes, erectas y con forma de roseta. Los tallos cortos miden entre 0,7 y 4,0 mm de ancho y son glabros (sin pelos) o peludos con pelos cortos o largos, no glandulares. Las hojas son opuestas o están agrupadas estrechamente en una subroseta, pecioladas, de 2,4 a 14,2 mm de largo por 2,0 a 13,2 mm de ancho (relación largo:ancho de 0,9 a 1,2:1). Los pecíolos de las hojas miden entre 1,6 y 45,5 mm de largo y son escasamente o densamente peludos, con pelos no glandulares que pueden ser cortos o largos. Las láminas de las hojas son ovadas, ampliamente ovadas o muy ampliamente ovadas, más anchas debajo de la mitad, con un ápice redondeado, base cordada, truncada o cuneada y bordes crenados. Ambas superficies de las hojas son glabras o escasamente o densamente pilosas y la superficie inferior también es punteada. Las inflorescencias son erectas, con racimos peludos de hasta 12 cm de largo, con uno o dos nodos florales y hasta 5 flores en total por racimo. Cada nodo floral tiene 1 o 2 flores y dos brácteas que son ovadas, ampliamente ovadas o muy ampliamente ovadas. Las brácteas son similares a las hojas, de 3,0 a 15,0 mm de largo y de 1,1 a 13,9 mm de ancho y pecioladas (sólo las brácteas inferiores) o sésiles. Las flores nacen en un pedicelo de hasta 32,9 mm de largo que es densamente piloso, con pelos no glandulares a veces también mezclados con pelos glandulares. El cáliz mide de 3,8 a 7,9 mm de largo, y es regular, con los 5 lóbulos igualmente divididos hasta la base del cáliz, usualmente glabro pero a veces peludo con pelos no glandulares o glandulares en el exterior. La corola mide entre 8,0 y 14,2 mm de largo (incluyendo un tubo de la corolla de 3,5 a 9,8 mm), y es bilabiado, recto o curvado, tubular-embutido, de color blanco o lila pálido, malva o rosa, a veces con venas o estrías de color púrpura oscuro, glabro o piloso con diminutos pelos glandulares sésiles en el exterior y glabro en el interior. Los lóbulos de la corola miden entre 1,9 y 5,3 mm de largo, pueden estar extendidos o no, son obovados u obcordados y profundamente emarginados. Hay 4 estambres que son didínamos, con los dos estambres largos y los dos estambres cortos incluidos o llegando a la apertura del tubo de la corolla. El estilo mide entre 2,3 y 6,1 mm de largo, y está incluido, con un estigma emarginado o capitado. El ovario mide entre 1,8 y 2,5 mm de largo. Los frutos son cápsulas con dehiscencia loculicida y los pedicelos fructíferos miden entre 11,7 y 53,9 mm de largo. Hay alrededor de 80 semillas en cada cápsula, y las semillas miden entre 0,5 y 0,9 mm de largo y entre 0,3 y 0,6 mm de ancho, son elípticas y tienen una cubierta reticulada (con un patrón similar a una red) regular de dos capas con retículos primarios gruesos, lisos y poco profundos. 
Ourisia breviflora florece y fructifica de noviembre a marzo. 
Se desconoce el número de cromosomas de Ourisia breviflora. 

## Distribución y hábitat
Ourisia breviflora es endémica de las montañas de los Andes de Chile y Argentina desde aproximadamente los 37°S hasta los 56°S de latitud.  Se encuentra en las regiones chilenas de Biobío, Araucanía, Los Ríos, Los Lagos, Aysén y Magallanes, y las provincias argentinas de Neuquén, Río Negro, Santa Cruz y Tierra del Fuego. Se puede encontrar entre el nivel del mar y los 2000 m sobre el nivel del mar dependiendo de la latitud. Ourisia breviflora se encuentra en hábitats húmedos o mojados como riberas de arroyos, cascadas, acantilados rocosos, grietas, pantanos y brezales, en bosques de Nothofagus cerca de la línea de árboles en áreas orofíticas (subalpinas).  En Tierra del Fuego, plantas de O. breviflora forman parte de la comunidad vegetal de la 'pradera alpina húmeda', incluso en la Isla de los Estados,  en tres de las cuatro principales zonas de vegetación, es decir tundra magallánica, bosque siempreverde y bosque caducifolio.

## Filogenia
Se incluyó un individuo de O. breviflora en un análisis filogenético de todas las especies del género Ourisia, utilizando marcadores de secuenciación de ADN estándar (dos marcadores de ADN ribosómico nuclear y dos regiones de ADN de cloroplasto ) y datos morfológicos.  En esos análisis, O. breviflora siempre se formaba parte del clado de especies herbáceas del sur de los Andes con un alto apoyo estadísitco, estrechamente relacionada con O. fragrans y O. ruellioides,  que tienen distribuciones geográficas superpuestas con O. breviflora.